# Бююкгердели
Бююкгердели или Гердели (на турски: Büyükgerdeli) е село в община Сюлоолу, област Одрин, Турция. То е едно от многобройните села в Източна Тракия населено изцяло от помаци.

## География
Село Бююкгердели се намира на разстояние 37 километра от областния център Одрин и на 5 километра от общинския център Сюлоолу.

## История
В XIX век Гердели е българско село в Одринска кааза на Одринския вилает на Османската империя. Според „Етнография на вилаетите Адрианопол, Монастир и Салоника“, издадена в Константинопол в 1878 година и отразяваща статистиката на населението от 1873 година, Гердели (Gherdeli) има 8 домакинства и 49 българи.
Според статистиката на професор Любомир Милетич в 1912 година в селото живеят 73 български екзархийски семейства, смесени с турци.
Българското население на Гердели се изселва след Междусъюзническата война в 1913 година.
След 1923 година в селото са настанени преселници от всички балкански територии като голям брой от жителите му са помаци.

## Население
Населението през 2000 година е 1280 жители, 50 души повече в сравнение с 1997 г.